# Catechismo della Chiesa cattolica

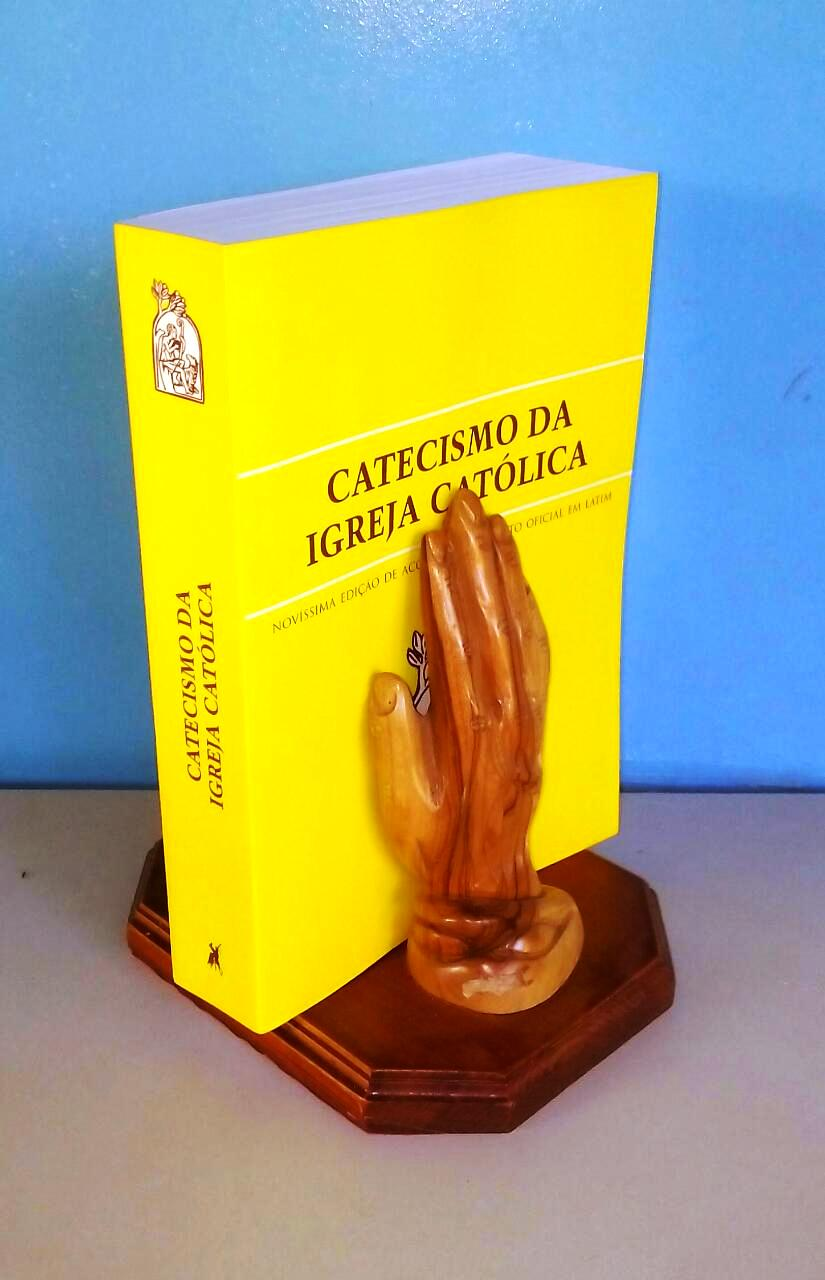
Una copia del Catechismo della Chiesa cattolica in lingua portoghese.

Il Catechismo della Chiesa cattolica è l'esposizione ufficiale della catechesi della Chiesa cattolica, in una grande sintesi di tutta la sua dottrina.
Venne approvato in prima stesura da papa Giovanni Paolo II con la costituzione apostolica Fidei Depositum (11 ottobre 1992) e in forma definitiva il 15 agosto 1997 con la lettera apostolica Laetamur Magnopere. All'interno di queste due lettere ci sono ulteriori dettagli su chi ha richiesto questo nuovo catechismo, sul perché è stato richiesto e su come si sono svolti i lavori della commissione, nonché sul suo valore dottrinale.

## Storia
I libri di istruzione religiosa sono stati scritti fin dal tempo dei Padri della Chiesa, ma il termine catechismo è entrato in uso nel XVI secolo con la pubblicazione, da parte di Martin Lutero nel 1529, di testi diretti all'indottrinamento dei fedeli, spesso in forma di domande e risposte. 
Durante il Concilio di Trento, fu sviluppato un catechismo diretto ai parroci perché potessero meglio insegnare la dottrina cattolica e contrastare la Riforma protestante. Il Catechismo tridentino fu promulgato da papa Pio V e adottato dall'intera Chiesa cattolica. Fino alla promulgazione del catechismo attuale non ci sono stati altri catechismi "universali", ma solo catechismi locali. Nel 1905 il catechismo redatto da papa Pio X per la diocesi di Roma (detto Catechismo maggiore) ebbe una grande diffusione e fu adottato da gran parte delle diocesi italiane, circolando anche all'estero.
(Joseph Ratzinger)
Nel 2005 è stato pubblicato il compendio del Catechismo della Chiesa cattolica, che rappresenta una sintesi del catechismo. Il testo è stato redatto da una commissione speciale istituita da papa Giovanni Paolo II e presieduta dall'allora prefetto della Congregazione per la dottrina della fede, cardinale Joseph Ratzinger. Il testo è stato approvato come ufficiale da un motu proprio di papa Benedetto XVI del 28 giugno 2005.
Il 1º agosto 2018 un rescritto del cardinale Luis Ladaria ha ufficializzato che papa Francesco ha approvato una nuova redazione dell'articolo n. 2267 del Catechismo della Chiesa cattolica, con la quale viene espressa l'inammissibilità assoluta della pena di morte.

## Caratteristiche

### I destinatari
Il Catechismo non si rivolge alla massa dei fedeli direttamente, ma vuole essere il testo base di altri catechismi più semplici e sintetici o altre esposizioni della dottrina cattolica, come indicato nella costituzione apostolica Fidei Depositum, che lo descrive come "un autentico testo di riferimento per l'insegnamento della dottrina cattolica e particolarmente per la preparazione di catechismi locali".

### Il contenuto
È diviso in quattro parti principali:
- la professione della fede (il Credo)
- la celebrazione del mistero cristiano (la sacra liturgia e, in particolare, i sacramenti)
- la vita in Cristo (che include i Dieci comandamenti e le beatitudini)
- la preghiera del cristiano (che include il Padre nostro)

I contenuti sono abbondantemente annotati e contengono riferimenti ad altri scritti cristiani, in particolare la Bibbia, i Padri della Chiesa, i concili ecumenici e altri documenti di papi o altre istanze ecclesiastiche.
Secondo Giovanni Paolo II, esso si può "a buon diritto chiamare il Catechismo del Vaticano II".

## Fonti
Con circa 70 citazioni, soprattutto in materia di liturgia, san Tommaso d'Aquino è una delle fonti più citate dalla prima edizione del CCC.

## Aspetti dibattuti

### Critiche provenienti da altre Chiese cristiane
Alcuni teologi cristiani ortodossi hanno espresso apprezzamenti sul Catechismo, pur non condividendone l'intero contenuto. Questo atteggiamento è comprensibile, dato che il Catechismo della Chiesa cattolica si rifà anche ad insegnamenti e pratiche liturgiche bizantine e orientali, ma se ne discosta quando queste entrano in conflitto con la pratica occidentale. I teologi delle Chiese riformate sono spesso in disaccordo maggiore.

### Punti di contrasto all'interno della Chiesa cattolica
Alcuni cattolici tradizionalisti sostengono che gli insegnamenti siano in contrasto con la teologia cattolica tradizionale e si rifanno dunque al Catechismo di Pio X  , che è comunque citato spesso all'interno dell'attuale Catechismo. Queste difficoltà sono causate anche del fatto che i tradizionalisti non hanno completamente accettato le riforme della Chiesa cattolica operate nel Concilio Vaticano II, mentre lo stesso Catechismo della Chiesa cattolica dichiara di derivare da esso, tanto da essere stato definito "frutto maturo del Concilio".

## Analisi
Che si considerino le critiche come ben fondate o meno, il Catechismo della Chiesa cattolica è chiaramente la sorgente primaria per la conoscenza degli insegnamenti della Chiesa cattolica sia generali che particolari; si tratta di un testo ufficiale definito da papa Giovanni Paolo II nella Fidei depositum "una sicura indicazione per l'insegnamento della fede e quindi un valido e legittimo strumento per la comunione ecclesiale".
Grazie alle numerose citazioni e note, il Catechismo della Chiesa cattolica rappresenta un testo di riferimento per comprendere l'interpretazione cattolica sia della Sacra Scrittura che dei Padri della Chiesa e di altre fonti cristiane.
Papa Benedetto XVI, quando era ancora cardinale, ha affermato che gli insegnamenti contenuti nel Catechismo avrebbero suscitato interesse anche al di fuori della Chiesa cattolica:

## Opere derivate
Il Compendio del Catechismo della Chiesa cattolica è un'opera che fu pubblicata per la prima volta nel 2005. La prima edizione in lingua inglese risale all'anno seguente. È un'esposizione concisa, dialogica e illustrata del Catechismo. Il testo del compendio è stato pubblicato in 14 lingue, mentre il catechismo è disponibile in 10.
Youcat è una pubblicazione del 2011 avente lo scopo di aiutare i giovani nella comprensione del Catechismo.